# Ludo Laagland
Ludo Laagland, pseudoniem van Ludo Peeters (Paal, 7 mei 1923 – Pellenberg, 24 maart 2006) was een Belgisch schilder en dichter.

## Biografie
Laagland studeerde vanaf 1937 aan de Normaalschool te Maasmechelen, waar hij in 1942 het diploma van onderwijzer behaalde. Hij leerde er ook de zoon van de kunstschilder Gaston Wallaert kennen. Laagland heeft nooit in het onderwijs gestaan.
Al vrij jong bleek de belangstelling voor het schilderen: "Ik zal zo'n tien à twaalf jaar geweest zijn toen ik die besmetting opliep, toen ik dat virus van tekenen en schilderen in mijn bloed kreeg", aldus de kunstenaar. Aan het Hoger Instituut te Antwerpen schilderde hij naar levend model, maar toch mag men hem als een autodidact beschouwen. Hij liet zich vooral door de natuur inspireren.
Hij bezocht ook regelmatig het atelier van Gaston Wallaert in Hasselt en maakte in 1949 kennis met Broeder Max. Schilderen werd zijn beroep. Hij bleef trouw aan zijn eerlijke en eenvoudige figuratieve stijl, ook al waagden steeds meer kunstenaars zich na de Tweede Wereldoorlog aan het abstracte of allerlei experimenten. Laagland ondernam in de jaren 50 verschillende reizen naar onder andere Parijs, Spanje, Portugal, Italië, Sicilië en in 1958 naar Joegoslavië en Griekenland met Staf Beerten.
Naast landschappen omvat zijn werk ook portretten, stillevens, naakten, en religieuze onderwerpen. Laagland maakte veel portretten, dikwijls in opdracht, van onder anderen Stijn Streuvels, Ernest Claes, Walschap, Albert Servaes, Achiel van Acker en anderen. Tot zijn religieuze werken behoren onder andere enkele kruiswegen, Christus portretten, Judaskus, Piëta, De Verloren Zoon, en Vlucht naar Egypte. Hij ontwierp ook glasramen onder andere voor de kapel van het St.-Ursulaziekenhuis van Herk-de-Stad.
Hij schuwde het evenmin om voor publieke ruimtes zoals cafés muurschilderingen te maken. Zo is de grote muurschildering in studentencafé Ambiorix aan de Oude Markt te Leuven van zijn hand. Ook in Herk-de-Stad, waar Laagland jaren woonde, creëerde hij een muurschildering voor café De Volksmacht. Dit laatste is aan weinigen bekend nu de betrokken muurschildering vele jaren geleden, bij een interne transformatie, werd weggestoken achter een valse wand (waar ze zich nog steeds zou bevinden). In 1960 maakte hij in café parochiehuis in Bocholt een monumentale muurschildering ter gelegenheid van de 50ste verjaardag van de Bocholter Torenverplaatsing (1910).
Laagland exposeerde vanaf 1944 individueel en nam deel aan diverse groepstentoonstellingen vanaf 1953. Zo was zijn werk onder meer te zien in 1955 in Maastricht ("Kunst uit Belgisch-Limburg") en in 1957 in Hasselt ("Naoorlogse Kunst in Limburg").
Werken van hem bevinden zich in particuliere verzamelingen in binnen- en buitenland: België, Duitsland, Italië, Denemarken, Nederland, Griekenland, de Verenigde Staten, Oostenrijk enz. Verder zijn werken van hem aangekocht door de Belgische staat en de provincie Limburg.
Laagland bracht ook verschillende dichtbundels uit. Reeds in 1945 verscheen zijn eerste bundel Clavecimbel. Drie jaar later volgde Een handvol verzen en begin jaren 50 verscheen Slechte Liekens. Zijn vierde dichtbundel De Regenboog kwam uit in 1962 en in 1988 verscheen In Gods greep met illustraties van de kunstenaar zelf.
In 1965 werd zijn zoon Hans geboren. In 1981 verscheen er een monografie Ludo Laagland, een levensverhaal.
In 1993, naar aanleiding van zijn 70e verjaardag, werd zijn werk tentoongesteld in het Casino te Beringen. Ter gelegenheid van zijn 80ste verjaardag stelde hij samen met zijn zoon Hans tekeningen en schilderijen tentoon te Zichem.
Laagland werd in 1996 door een hersenbloeding getroffen en verbleef sindsdien in een rolstoel.